# 毛罗希·保洛
毛罗希·保洛（匈牙利語：Marosi Paula，1936年11月3日—2022年3月4日），匈牙利女子击剑运动员。她曾代表匈牙利参加1964年和1968年夏季奥林匹克运动会击剑比赛，共获得一枚金牌和一枚银牌。